# 猶大岩
猶大岩（英語：Judas Rock）是南極洲的岩石，位於特里尼蒂島西南端以西9公里，屬於帕默群島的一部分，在1950年被繪入阿根廷地圖，現時由南極條約體系管理。